# János Hadik

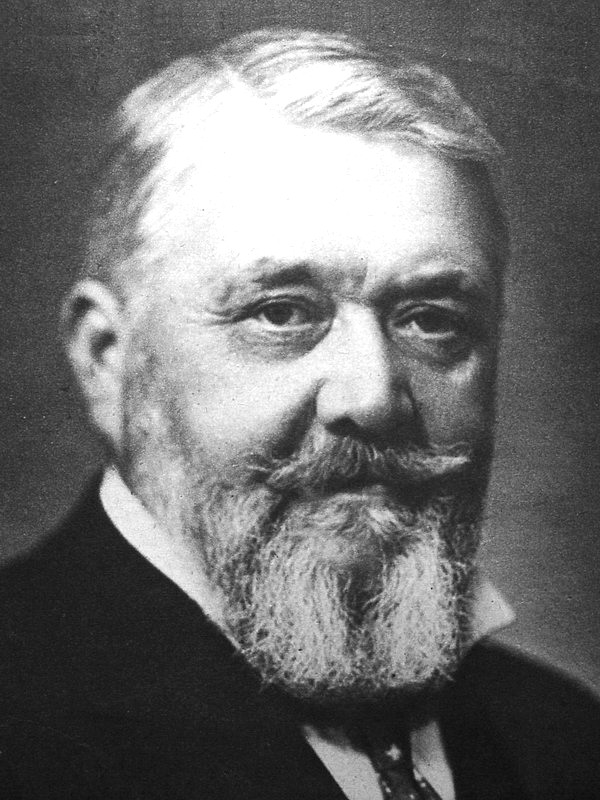
János gróf Hadik

Graaf János Kelemen Béla Hadik de Futak (Pálóc, 23 november 1863 - Boedapest, 10 december 1933) was een Hongaars politicus.

## Biografie
Graaf János Hadik was afkomstig uit een oude Hongaarse adellijke familie. De familie Hadik waren grootgrondbezitters en János Hadik was zelf ook in het bezit van uitgebreide landerijen. Hadik studeerde aan de militaire academie en diende bij een huzarenregiment. Later begaf hij zich in de politiek voor de Liberale Partij (SzP). Van 23 augustus 1917 tot 25 januari 1918 was hij minister van Voedselvoorziening in de regering-Wekerle III.
János Hadik werd op 29 oktober 1918 op advies van de aartshertog Jozef August van Habsburg, de gouverneur (Reichsverweser) van Transleithanië (het Hongaarse deel van de Donaumonarchie) door koning Károly IV (d.i. keizer Karel I van Oostenrijk) tot formateur benoemd. Hij had de onmogelijke taak om een regering te vormen die de rust in Transleithanië, en dan met name in de hoofdstad Boedapest, te herstellen en tegelijkertijd een begin te maken met het hervormen van de staat. Hadik kon echter niet rekenen op de steun van de op 25 oktober opgerichte Nationale Raad, die zich steeds meer gedroeg als een soort tegenregering. De Nationale Raad bestond uit leden van de links-liberale Onafhankelijkheidspartij (F48), de Sociaaldemocratische Partij van Hongarije (MSzDP) en de Radicale Burgerpartij (OPRP). De Nationale Raad, die de steun van het grootste deel van de bevolking genoot, eiste het onmiddellijke vertrek van de regering-Hadik. Op 30 oktober werden Hadik en zijn regeringsploeg ingezworen door aartshertog Jozef August, nog dezelfde dag brak de Asterrevolutie uit en nog dezelfde dag diende premier Hadik zijn ontslag in. Graaf Mihály Károlyi, de leider van F48 en de kandidaat van de Nationale Raad, werd op 31 oktober 1918 door aartshertog Jozef August tot premier benoemd.
Janok Hadik was na de val van de Radenrepubliek (1919) werkzaam in de commerciële sector. Hij overleed op 70-jarige leeftijd, op 10 december 1933, te Boedapest.

## Familie

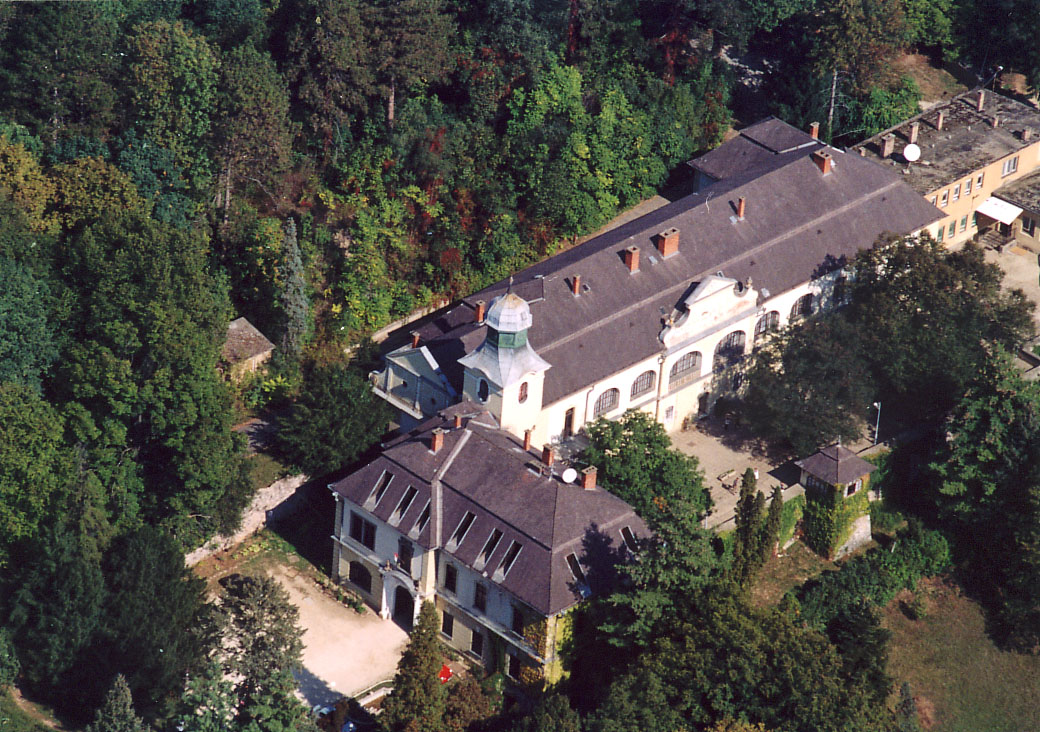
Kasteel Tornanádaska

Graaf János Hadik was een zoon van graaf Béla Mátyás Antal Hadik (1822-1885) en van Ilona Barkóczy (1833-1887), en grootvader van Andreas Hadik von Futak's (1711-1790) eerste zoon Johann (János, 1755-1833). János Hadik was sinds 2 oktober 1893 te Seregélyes gehuwd met gravin Alexandra Zichy (1873-1949). Het echtpaar had twee dochters en twee zonen. János Hadik en Alexandra Zichy woonden op kasteel Tornanádaska in het noordoosten van Hongarije. 
Endre Hadik-Barkóczy was de broer van János Hadik.